# Белые цапли
Бе́лые ца́пли (лат. Egretta) — род крупных и среднего размера цапель, обитающих преимущественно в тропическом и субтропическом климате Земли. Распространены на всех континентах кроме Антарктиды. На территории России гнездятся 2 вида — большая и малая белые цапли. Последняя, до сих пор обитавшая лишь в Старом Свете, сейчас активно колонизирует американский континент. Ещё один вид, желтоклювая цапля из Китая и Кореи, в России не гнездится, но иногда залетает в Приморье (другой залётный вид, средняя белая цапля, в настоящее время чаще причисляется к роду Ardea).
Телосложение типичное для большинства видов цапель — это вертикальное положение туловища, длинная шея и длинные ноги. В оперении некоторых видов так или иначе присутствует белый цвет — оно может быть всегда чисто-белым (как у малой белой цапли), иметь белую морфу (как у рыжеватой цапли) или быть белым только у молодняка (как у малой голубой цапли).
Гнездятся колониями, часто по соседству с другими болотными видами, на заболоченных берегах водоёмов. Гнёзда устраивают на заломах тростника и невысоких кустарниках или деревьях. Питаются насекомыми, рыбой и земноводными, которых ловят на мелководье.
Систематика белых цапель, как и некоторых других групп семейства цаплевых, до настоящего времени считается неустоявшейся. Некоторые авторы относят отдельные виды этого семейства к роду цапель (Ardea), и наоборот — такие виды, как большая белая цапля, иногда помещаются в данную категорию.

## Виды
Международный союз орнитологов относит к роду 13 видов:
- Малая голубая цапля (Egretta caerulea)
- Трёхцветная цапля (Egretta tricolor)
- Рыжеватая цапля (Egretta rufescens)
- Egretta vinaceigula
- Чёрная цапля (Egretta ardesiaca)
- Восточная рифовая цапля (Egretta sacra)[2]
- Желтоклювая цапля (Egretta eulophotes)
- Белая американская цапля (Egretta thula)
- Малая белая цапля (Egretta garzetta)
- Egretta dimorpha
- Береговая цапля (Egretta gularis)
- Сорочья цапля (Egretta picata)
- Белощёкая цапля (Egretta novaehollandiae)

Кроме того, известен вымерший вид:
- †Egretta subfluvia — ископаемый вид, обнаруженный во Флориде (США) и относящийся к позднему миоцену или раннему плиоцену.